# Yen
Der Yen (japanisch 円 en, deutsch ‚runder Gegenstand‘) ist seit Juli 1871 die japanische Währungseinheit. Das internationale Symbol für den Yen ist ¥.
Dies wurde mit der Prägung der modernen Rundmünzen in Silber und Gold in Japan eingeführt. Neben dem US-Dollar und dem Euro ist der Yen zur Währungsstabilisation in vielen Ländern Teil der eigenen Geldreserven. Unterteilt wird der Yen in Sen (銭, 1 Yen = 100 Sen)
und in Rin (厘, 1 Sen = 10 Rin), Münzen dieser beiden Untereinheiten wurden 1954 aus dem Umlauf genommen. Heute sind sie lediglich von rechnerischer Bedeutung. In der lateinischen Schrift wird das Währungssymbol des Yen durch das Schriftzeichen ¥ und in der japanischen Schreibweise mit dem Kanji 円 dargestellt. Die Bezeichnung für den ISO-Währungscode ist JPY und hat die Codenummer 392. Nach Beendigung des Zweiten Weltkriegs wurde der Yen fest an den US-Dollar gekoppelt. Seitdem 1973 das Bretton-Woods-System seinen Zusammenbruch erlitt, wurde der Yen für den Währungsmarkt freigegeben und von diesem bestimmt. Derzeit beläuft sich der Wechselkurs des Yen auf ungefähr 150 Yen für einen US-Dollar und circa 172 Yen pro Euro.

## Aussprache und Etymologie (Wortherkunft)
Im Japanischen wird die Währung en ausgesprochen, zurückgehend auf das chinesische Wort 圓,  yuán – „runder Gegenstand“. In China wird dieses Schriftzeichen auf Grund gleicher Aussprache durch 元 ersetzt, was jedoch weitere Bedeutungen hat. Dieses findet sich auch auf alten japanischen Münzen, z. B. Kupfermünzen von 1695. Im heutigen Japanischen wird 元 jedoch als gen (seltener auch gan) ausgesprochen, so dass diese Ersetzung nicht übernommen wurde. Stattdessen wird 円 verwendet, eine Variante vom Schriftzeichen 圓.
Im 16. Jahrhundert wurden das japanische e (エ) und we (ヱ) als [je] ausgesprochen (vgl. auch Mitteljapanische Sprache). Auch portugiesische Missionare haben es seinerzeit auf diese Weise geschrieben. In der Mitte des 18. Jahrhunderts wurden e/we wie im modernen Japan als [e] ausgesprochen, trotzdem behielten einige Regionen die Aussprache [je] bei. Walter Henry Medhurst (1796–1857) war ein englischer Missionar in China, der niemals selbst in Japan war. In seinem An English and Japanese and Japanese and English vocabulary (1830) schrieb Medhurst einige „e“s als „ye“.
In der frühen Meiji-Zeit buchstabierte James Curtis Hepburn, ein amerikanischer Missionar und Sprachforscher in Japan, in seinem japanisch- und englischsprachigen Wörterbuch (1. Auflage 1867) in Anlehnung an Medhurst alle „e“s als „ye“. Dieses war das erste voll umfängliche japanisch-englische/englisch-japanische Wörterbuch, welches einen starken Einfluss auf die westlichen Ausländer in Japan hatte und höchstwahrscheinlich die Schreibweise „Yen“ maßgeblich beeinflusst hat. In der 3. Auflage (1886) ersetzte Hepburn dann alle „ye“s durch „e“, um die zeitgemäße Aussprache widerzuspiegeln. Eine Ausnahme bildete der Yen. Dieser war wohl schon fest verankert und blieb seither als solcher bestehen.

## Geschichte

### Einführung des Yen
Im Jahr 1871 wurde der Yen von der Meiji-Regierung nach europäischem Vorbild als Währung eingeführt. Die Regierung löste dadurch das während der Edo-Zeit gültige Währungssystem ab. Durch die erste Währungsreform im Jahre 1871 wurde die Verwendung des Dezimalsystems festgelegt. Das Dezimalsystem oder auch Zehnersystem unterteilt den Yen in 100 Sen oder in 1000 Rin. Vorerst galten für die neue japanische Währung sowohl der Gold- als auch der Silberstandard. In einem Großteil der asiatischen Länder, welche die Haupthandelspartner Japans sind, wurde in Silber gerechnet. Die Haupthandelsmünze der damaligen Zeit war der silberne mexikanische Dollar. Die Silbermünzen wurden eingeführt, um Handel mit den Ländern entlang des Pazifischen Ozeans treiben zu können, welche den Silberstandard angenommen hatten. Allerdings wechselten die Vereinigten Staaten und jene europäischen Länder, die es sich leisten konnten, im Verlauf des Jahres 1873 zum Goldstandard. Somit wurde im Jahr 1871 erstmals eine goldene Yen-Münze geprägt, welche im Gegensatz zur Silbermünze lediglich für den nationalen Handel gedacht war. Laut Gesetz war der Wert eines Yen auf 26,956 Gramm beziehungsweise 0,8667 Feinunzen Silber festgelegt. Die Yen-Münze wurde in Anlehnung an westliche Währungen in runder Form geprägt.

### Der Aufstieg des Yen zur international gehandelten Währung

#### Schwache Ausgangsposition
1897 wurde die Goldwährung in Japan eingeführt, welche, wie in vielen anderen Ländern auch, im Ersten Weltkrieg aufgegeben werden musste. Nachdem 1930 der Versuch einer Rückkehr zur Goldwährung gescheitert war, wurde im folgenden Jahr der Goldstandard offiziell abgeschafft. Der Grund für das Scheitern war zum einen der Börsencrash im Jahre 1929 und zum anderen die darauf folgende Weltwirtschaftskrise.
Das Währungs- und Finanzsystem war nach dem Zweiten Weltkrieg ebenso zerrüttet wie die japanische Wirtschaft selbst. Nach einem starken Inflationsprozess, dem die japanische Währung einige Jahre unterlag, brachten erfolgreiche Stabilisierungsmaßnahmen den Yen wieder ins Lot. Um im internationalen Rahmen als Zahlungsmittel funktionieren zu können, ist eine der wichtigsten Voraussetzungen die Konvertibilität der Währung. Konvertibilität ist dann gewährleistet, wenn eine Währung die Eigenschaft aufweist, dass sie von Aus- sowie von Inländern unbegrenzt in andere Währungen umgetauscht werden kann.
Der Yen erwarb die Konvertibilität erst im Jahre 1964, während der USD schon nach dem Zweiten Weltkrieg zu Konvertierbarkeit überging und die meisten westeuropäischen Länder diesen Status bereits 1958 erlangten. Jedoch blieb der Yen international in den ersten Jahren der Austauschbarkeit eine kaum beachtete Währung. Die Ursachen hierfür lagen in ihrer starren Organisationsform und in der nahezu völligen Abgrenzung des Kredit- und Geldsystems gegenüber dem Ausland, die kaum Platz für Beweglichkeit ließen. Zum Ausdruck kam dies zum Beispiel durch die erheblichen Festlegungen der Geschäftstätigkeit der Banken im Ausland sowie durch die strengen staatlichen Kontrollen diverser Zins- und Kreditkonditionen.
Bereits zum Anfang der 1970er Jahre mussten Devisen im Zeitraum von einem Monat nach ihrem Erwerb an Geldhändler, Postsparkassen oder die Außenhandelsbanken wieder verkauft werden. Des Weiteren konnten diese aber auch für private Geldüberweisungen oder Auslandsreisen verwendet werden. Diese Reglementierungen beruhten auf den Devisenbestimmungen des Devisenkontrollates im Jahre 1950. Diese Festlegungen wurden 1952 durch das Finanzministerium weiterentwickelt. Hierzu kam die Einschränkung, dass die Banken in ihren Devisenoperationen zum Beispiel im Mai 1971 nur bestimmte Währungen nutzen durften. Hier standen folgende Währungen zur Nutzung:
| - US-Dollar - Kanadischer Dollar - Australischer Dollar - Deutsche Mark - Österreichischer Schilling | - Pfund Sterling - Niederländischer Gulden - Französischer Franc - Belgischer Franc - Schweizer Franken | - Schwedische Krone - Norwegische Krone - Dänische Krone - Italienische Lira - Portugiesischer Escudo |

#### Die Startbedingungen
Zu Beginn der achtziger Jahre gewann die Wirtschafts- und Finanzmacht Japans immer mehr an Boden. Damit schaffte Japan den Sprung in die internationale Arena. Es gab einige Maßnahmen und Ereignisse, die dem Yen dabei halfen, eine weltweit ernst zu nehmende Währung zu werden. Eine dieser Maßnahmen waren die Anhäufungen umfangreicher Währungsreserven, die Japan die notwendige Manövriermasse für Aktivitäten im Ausland verschaffte. Des Weiteren fasste das japanische Finanzkapital auf den Finanzmärkten anderer Länder Fuß, was es Japan ermöglichte, ein breites Netz an Auslandsfilialen der japanischen Banken aufzubauen. In der Zeitspanne von 1970 bis 1983 stieg die Anzahl an Filialen, Auslandsabteilungen und Repräsentanzen der japanischen Banken von 85 auf 400. Zu Beginn des Jahres 1984 fanden intensiv geführte Gespräche zwischen japanischen und amerikanischen Finanzexperten im „Yen Dollar Committee“ über die Beziehung und Probleme der beiden Währungen statt. Infolge dieser Diskussionen traf Japan Festlegungen über eine weitere Verwirklichung des Freihandels des Währungssystems. Somit bekam im Oktober 1984 das ausländische Finanzinstitut die Genehmigung für den Handel mit öffentlichen Wertpapieren. Nur ein Jahr darauf wurden in Japan ausländische Treuhandelsbanken zugelassen. Sozusagen wurde der Geld- und Finanzmarkt Japans für das Ausland geöffnet. Seither wurden in der Internationalisierung des Yen viele Fortschritte gemacht.

#### Der unterbewertete Yen
Im Jahre 1971 war die japanische Währung stark unterbewertet. Dies hatte zur Folge, dass die japanischen Exporte auf dem internationalen Markt zu wenig kosteten und die Importe aus dem Ausland für die Japaner gleichzeitig zu preisintensiv waren. Dies spiegelte sich seinerzeit in der Außenhandelsbilanz wider (hier gab es im Jahre 1971 einen Überschuss von 5,8 Mrd. US-Dollar). Dieser Glaube, dass einige Hauptwährungen, so auch der Yen, unterbewertet waren, motivierte die Vereinigten Staaten 1971 zu Interventionen.

#### Behutsames Taktieren der japanischen Währungsbehörden
Umfassend betrachtet ist der Yen erst mit einiger Verspätung in den Kreis der internationalen Währungen gelangt. Zudem wurde die Positionierung des Yen im internationalen Währungssystem der Rolle Japans als Wirtschafts- und inzwischen auch Finanzmacht noch nicht gerecht, was wesentlich durch das Verhalten der japanischen Währungsbehörden bedingt war. Diese hatten zuvor vorsichtig und zurückhaltend agiert und sich meist erst unter Druck zu Maßnahmen der Öffnung bereit erklärt. Zunehmender Umlauf des Yen im Ausland erschwerte die Steuerung nach binnenwirtschaftlichen Erfordernissen. Wegen des im internationalen Vergleich sehr niedrigen japanischen Zinsniveaus wurde ein zu starker Kapitalabfluss befürchtet.

### Bretton-Woods-Abkommen
Das Bretton-Woods-Abkommen ist die Bezeichnung des nach dem Zweiten Weltkrieg neu geordneten internationalen Währungssystems von festen Wechselkursen, welches von der Leitwährung, dem goldunterlegten US-Dollar, bestimmt wurde. Hierbei verpflichtete sich die Amerikanische Zentralbank, ihre Währung jederzeit in Gold umzutauschen (35 Dollar/Unze).
Ziel dieses Abkommens war es, die Wechselkurse zwischen den Währungen zu stabilisieren. Dies sollte eine stimulierende Wirkung auf die Wirtschaft haben, wobei der Internationale Währungsfonds und die Weltbank eine große Rolle bei der Erreichung dieses Ziels spielten.
Nach einer instabilen Phase im Jahr 1949 wurde ein Wechselkurs von 360 Yen für 1 US-Dollar festgelegt. Die Festlegung erfolgte im Rahmen des „Bretton Woods Systems“ auf Grundlage eines Plans der USA zur Stabilisierung des Preisniveaus auf dem japanischen Binnenmarkt.
Solange die Außenhandelsüberschüsse in den Vereinigten Staaten groß und hierdurch der Dollar global knapp war, funktionierte das Bretton-Woods-Abkommen. Mit der Steigerung der außerhalb des Landes kursierenden Dollarmenge sank entsprechend die Golddeckung, mit der Folge eines stetigen Anstiegs des Inflationsrisikos.
Erstmals wurde eine Yen-Aufwertung im Jahre 1968 erwogen, dann verstärkt 1969, nach der Aufwertung der Deutschen Mark gegenüber dem US-Dollar. Der Druck zur Aufwertung ging von den USA aus, die trotz des Abwertungsbedarfs des Dollars unbedingt an der Goldparität ihrer Währung festhalten und die anderen Währungen aufwerten lassen wollten. Dies lehnte die japanische Regierung jedoch ab, da die japanischen Währungsreserven gering waren, und die Integration in die Weltwirtschaft noch nicht vollzogen war.
Der Wechselkurs des Yen wurde bis 1971 fixiert, bis die USA den Goldstandard aufgaben und Präsident Nixon die Verpflichtungen aus dem Bretton-Woods-Abkommen am 15. August 1971 auflöste. Bis 1971 lag der Wechselkurs bei 360:1, 1972 wurde ein US-Dollar mit 308 Yen bewertet. Zum Wiederaufbau der Weltwirtschaft nach dem Ende des Zweiten Weltkriegs flossen viele Kredite von den USA nach Europa. Die daraus folgende starke Abwertung des Dollars führte zum Zusammenbruch des Systems der festen Wechselkurse und zur Aufgabe des Goldstandards, da die Vereinigten Staaten nicht mehr über genügend Goldreserven verfügten. 1973 wurde das Bretton-Woods-Abkommen schließlich außer Kraft gesetzt. Daraufhin wurden die Wechselkurse in den meisten Ländern freigegeben.

### Smithsonian Agreement
Am Tag des 18. Dezember 1971 wurde zwischen den zehn wichtigsten westlichen Industrienationen ein Abkommen über die Aufnahme von Beratungen zur Reorganisation der weltweiten Wirtschaftsbeziehungen sowie über Sofortmaßnahmen zur Überwindung der Krise in der weltweiten Währungsordnung abgeschlossen. Zu diesen Sofortmaßnahmen gehörten die Festsetzung von neuen Leitkursen beziehungsweise Paritäten in einem kollektiven Realignment, die Wertminderung des Dollar gegenüber dem Gold (Abwertung um 7,89 % auf 38 Dollar je Gold-Feinunze), sowie gegenüber den Währungen von den bedeutungsvollsten Industrienationen um durchschnittliche 9 %, sowie die Bandbreitenerweiterung von ± 1 % auf ± 2,25 %. Seit März des Jahres 1973 hat dieses Abkommen keinen Bestand mehr. Das System der festen Wechselkurse wurde aufgegeben und von dem System der flexiblen Wechselkurse gegenüber dem US-Dollar abgelöst. Das gleichnamige Washingtoner Konferenzgebäude prägte den Namen Smithsonian.

### Der Yen auf den Devisenmärkten
Um eine Währung einschätzen zu können, ist auch der Außenwert, also der Währungskurs, von großer Bedeutung. Die Entwicklung eines Währungskurses hängt von vielen unterschiedlichen Faktoren ab. Im Allgemeinen steht die Währungskursentwicklung indirekt oder auch direkt im Zusammenhang mit der ökonomischen Gesamtentwicklung des entsprechenden Landes. Der Kurs der Währung ist hierfür eine Art Spiegelbild. Derzeit bilden sich die Kursgrößen vorwiegend durch Angebot und Nachfrage auf den Devisenmärkten heraus, was desgleichen uneingeschränkt auf den Yen zutrifft. Des Weiteren kam es zu Eingriffen auf dem Devisenmarkt durch die japanische Regierung. In den siebziger Jahren waren diese Regierung und die Geschäftsleute sehr besorgt darüber, dass der Wertanstieg des Yen dem Exportwachstum schaden würde, indem er die japanischen Produkte weniger konkurrenzfähig macht und die industrielle Basis beschädigt werden würde. Auf Grund dessen griff die japanische Regierung weiterhin durch das Kaufen oder Verkaufen von US-Dollar in den Devisenmarkt ein, selbst nach der 1973 gefallenen Entscheidung, den Yen freizugeben. Trotz des Eingriffes verursachte der Druck des Marktes einen weiteren Wertanstieg des Yen. Der Höchststand war 271 Yen pro US-Dollar, bis sich der Einfluss der Ölkrise 1973 bemerkbar machte. Die gestiegenen Kosten für importiertes Öl verursachten in den Jahren 1974 bis 1976 eine Entwertung des Yen auf 290 bis 300 Yen.
Die Handelsüberschüsse brachten die japanische Währung 1978 zurück auf 211 Yen. Diese Stärkung der Währung wurde erneut durch die zweite Ölkrise von 1979 zunichtegemacht. Bis zum Jahre 1980 fiel der Yen auf 227 Yen pro US-Dollar.

### Der Yen in den frühen 1980er Jahren
Trotz positiver Handelsbilanz konnte der Yen in der ersten Hälfte der 1980er Jahre nicht an Wert gewinnen. Der 1981 bei 222 Yen liegende Durchschnittswert fiel im Jahre 1985 auf einen Wert von 239. Der Anstieg der Handelsbilanz erzeugte eine stärkere Nachfrage nach dem Yen auf dem Devisenmarkt. Allerdings wurde die handelsbezogene Yen-Nachfrage durch andere Faktoren aufgehoben. Der große Zinsunterschied zwischen den USA und Japan, wobei die USA im Vergleich zu Japan sehr hohe Zinsen hatte, und die fortwährenden Anstrengungen, den Kapitalfluss zu deregulieren, führten zu einer enormen Kapitalabwanderung aus Japan. Dadurch stieg das Yen-Angebot auf den Devisenmärkten an. Japanische Investoren tauschten ihren Yen in andere Währungen (hauptsächlich Dollar) ein, um im Ausland Investitionen zu tätigen. Folglich blieb der Yen gegenüber dem Dollar weiterhin auf einem schwachen Niveau und begünstigte den rasanten Anstieg des japanischen Handelsbilanzüberschusses in den 1980er Jahren.

### Die Auswirkung des Plaza-Abkommens
Im Jahr 1985 begann ein tiefgreifender Wandel. Am 22. September 1985 verabschiedeten die Vertreter der G-5 Staaten (USA, Frankreich, Großbritannien, Westdeutschland und Japan) im Plaza Hotel New York das „Plaza-Abkommen“. Ziel dieses Abkommens war es, eine Abwertung des Dollar gegenüber dem Yen zu erreichen. Dies sollte durch eine kontrollierte Einflussnahme auf die internationalen Devisenmärkte umgesetzt werden. In den folgenden zwei Jahren stieg der Wert des Yen gegenüber dem US-Dollar wieder an und erreichte 1988 einen Höchststand von 128 Yen pro Dollar. Dies entsprach nahezu einer Verdopplung seines Wertes. Die rapide Wertsteigerung des Yen veranlasste sowohl internationale Investoren als auch die Japaner selbst, ihr Kapital in großem Maße in japanische Immobilien und Aktien anzulegen. Die fortwährende Aufwertung des Yen konnte auch nicht durch das im September 1987 verabschiedete Louvre-Abkommen, welches eine Stabilisierung der Wechselkurse verfolgte, gestoppt werden. Japan befand sich inmitten einer Bubble Economy (Blasen-Wirtschaft). 1990 platzte die Blase und zog schwerwiegende Konsequenzen nach sich. Der Immobilien- und der Aktienmarkt verloren erheblich an Wert. Große Banken und Versicherer meldeten Konkurs an, der Yen fiel. 1995 erreichte er jedoch einen erneuten Höchststand von 80 Yen pro Dollar.

### Die Jahre nach dem Platzen der Spekulationsblase
Während der Immobilienspekulationsblase verlor der Yen an Wert. Dieser Werteverlust setzte sich auch nach dem Platzen der Blase fort und erreichte im Februar 2002 einen Tiefstand von 134 Yen pro US-Dollar. Die Nullzinspolitik der „Bank of Japan“ führte zu einem Investitionsabfall des Yen.
Viele Investoren nahmen Yen-Währungskredite auf und investierten das so erhaltene Geld in andere Währungen mit höheren Zinsen. So zum Beispiel investierten viele Investoren die Yen-Währungskredite, welche in etwa einen Zinssatz von 0,5 % hatten, in die USA, welche vergleichsweise sehr hohe Zinsen (4 %) besaßen (Currency Carry Trade). Dadurch wurde der Yen gegenüber anderen Währungen eher niedrig gehalten. Das Volumen dieser Transaktionen wird auf circa eine Billion Dollar geschätzt. Der Economist schrieb im Februar 2007, dass der Yen gegenüber dem Dollar 15 % und gegenüber dem Euro gar 40 % unterbewertet ist. Bis Februar 2008 erholte sich der Yen und erreichte einen Wert von 90 Yen pro US-Dollar.

### Aggressive Geldpolitik und Konjunkturprogramm 2013
Als drittgrößte Volkswirtschaft der Welt (BIP: 5.981 Mrd. US-Dollar (2012)), bei einer hohen Abhängigkeit von Exporten, entwickelt sich das Wirtschaftswachstum des Landes seit Jahrzehnten weltweit gesehen unterdurchschnittlich mit deflationären Tendenzen. So sank, nach Angaben der Regierung in Tokio, das Bruttoinlandsprodukt (BIP) im vierten Quartal 2012 um 0,1 Prozentpunkte. Es war der dritte Einbruch in Folge. Regierungskreise in Tokio machen einen zu starken Yen als Hauptfaktor der schlechten Konjunktur aus.
Japans Ministerpräsident Shinzo Abe kündigte daher im Januar 2013 ein ambitioniertes Konjunkturprogramm an, dessen Kapitalquellen durch die Geldpolitik der japanische Notenbank (Bank of Japan) gespeist werden sollen. 20,2 Billionen Yen (169 Milliarden Euro), mehr als die Hälfte der jährlichen Wirtschaftskraft Österreichs, sollen schnellstmöglich in die Wirtschaft gesteckt werden. Dieses hohe Volumen wird faktisch durch einen extrem niedrige Leitzins der Bank of Japan erreicht – der geldpolitische Schlüsselsatz liegt nahe Null (Zielkorridor: 0 bis 0,1 %). Die zumindest gesetzlich unabhängige Zentralbank ist dem ausdrücklichen Ruf der Regierung nach einem Inflationsziel von zwei Prozent (bislang 1 %) gefolgt. Und bis dieses Ziel erreicht ist, wird die Notenbank uneingeschränkt japanische Staatsanleihen kaufen. Das Wertpapierprogramm liegt nach Angaben der Bank of Japan bei einem Volumen von 101 Billionen Yen.
Bedingt durch die Maßnahmen der Zentralbank fiel der Yen Mitte Februar 2013 auf ein zwischenzeitliches Zweieinhalbjahrestief. Ein Dollar stieg auf 89,61 Yen, das entspricht einem Kursverfall des Yen von 12 % in nur drei Monaten. Bereits 2012 fiel der Yen 15 % gegenüber zehn großen Weltwährungen – so viel wie seit 1979 nicht mehr (nach einem Bloomberg-Index).
Unter den Notenbankern und den G7-Regierungen wird diese aggressive Geldpolitik der Bank of Japan, zur raschen und starken Abwertung des Yens, als Währungskrieg
bezeichnet, deren Einwirkungen auf die japanische Volkswirtschaft nur kurzfristiger Natur sein könnten, Aktienspekulationen und das Wetten auf die Währung Yen erhöhen, aber andere Zentralbanken (z. B. die Fed in den USA) zur Abwertung ihrer Währungen bewegen könnten (Abwertungswettlauf).

## Ausgabeform

### Münzen

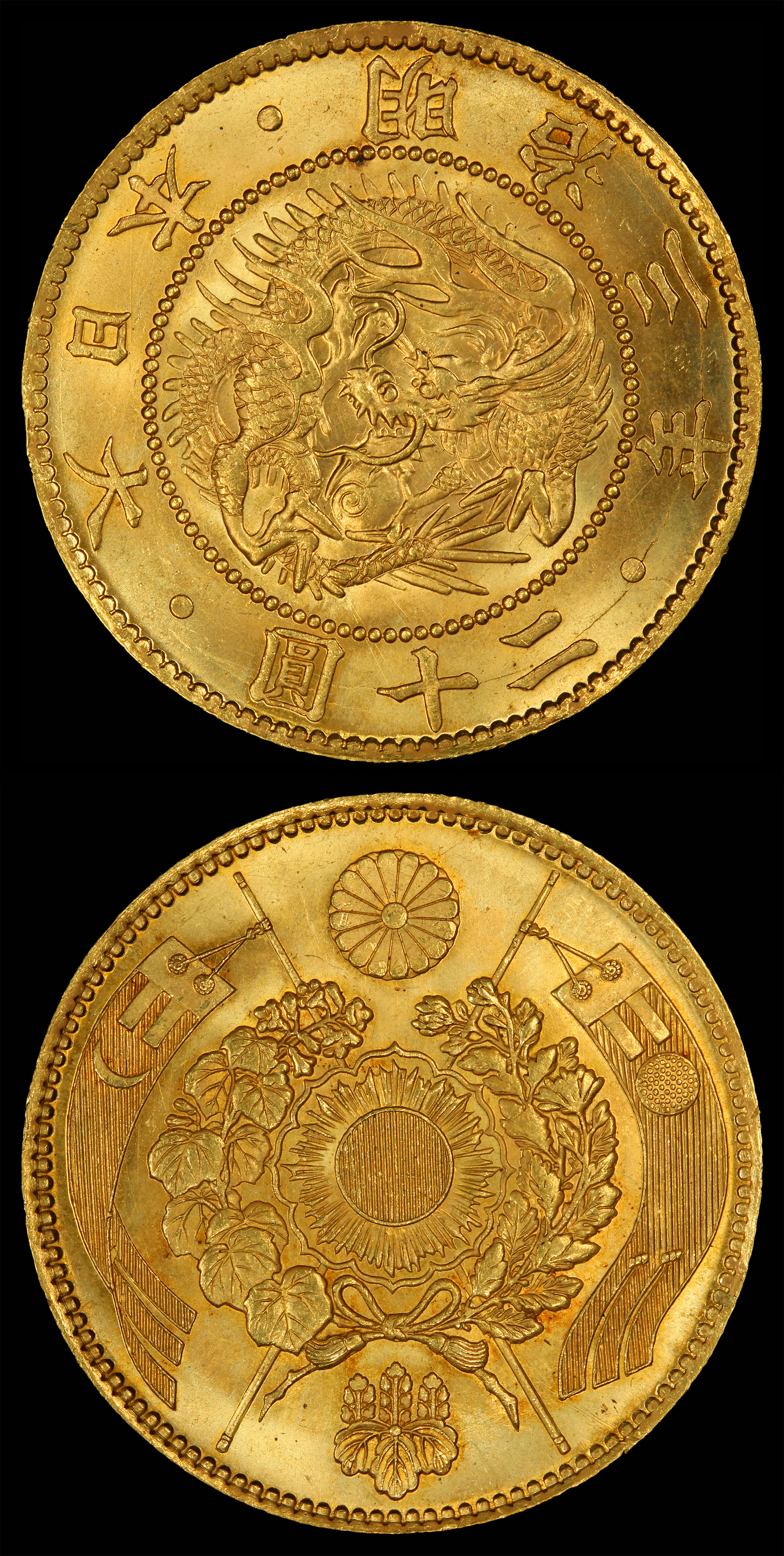
Goldenes 20-Yen-Stück von 1870

Die Münzen wurden 1870 eingeführt. Es gab Silbermünzen in den Ausführungen 5, 10, 20 und 50 Sen, 1 Yen, sowie Goldmünzen im Wert von 2, 5, 10 und 20 Yen. Die goldene 1-Yen-Münze wurde 1871 eingeführt. 1873 folgten Kupfermünzen mit den Ausprägungen 1 Rin; ½, 1 und 2 Sen. 1889 wurde eine Kupfernickelmünze zu 5 Sen eingeführt. 1897 wurde die 1-Yen-Silbermünze aus dem Umlauf genommen und die Größen der Goldmünzen wurden um 50 % reduziert, ausgegeben als 5-, 10- und 20-Yen-Münzen.
1920 wurde die 20-Sen-Kupfernickelmünze eingeführt. 1938 wurde die Herstellung der Silbermünzen eingestellt. Während des Zweiten Weltkrieges wurden anstelle des Silbers unedlere Metallmischungen genutzt, um 1-, 5- und 10-Sen-Münzen zu produzieren. 1945 wurden 5- und 10-Sen-Münzen aus Ton hergestellt, jedoch nicht in Umlauf gebracht. Nach dem Krieg wurden 1-, 5- und 50-Yen-Messingmünzen produziert und zwischen 1946 und 1948 eingeführt. 1949 wurde der heutige 5-Yen-Münztyp, welcher sich durch ein Loch in der Münzmitte auszeichnet, eingeführt. 1951 wurde die 10-Yen-Bronzemünze eingeführt. Dieser Münztyp befindet sich noch heute im Umlauf.
Münzen mit einem Nennwert kleiner als 1 Yen wurden Ende 1953 ungültig. 1955 wurde der heute noch gültige Typ der 1-Yen-Aluminiummünze sowie die nicht gelochte 50-Yen-Nickelmünze eingeführt. 1957 wurde die 100-Yen-Silbermünze in Umlauf gebracht. Diese wurden 1967 durch die heutige Kupfernickelmünze ersetzt, zusammen mit der gelochten 50-Yen-Münze. 1982 wurde die erste 500-Yen-Münze eingeführt. Das Datum, ausgedrückt als Jahr der Regentschaft des aktuellen Kaisers, befindet sich auf der Rückseite aller Münzen. Der Name des Landes und der Wert in Kanji ist in den meisten Fällen auf der Vorderseite der Münzen abgebildet. Eine Ausnahme bildet die aktuelle 5-Yen-Münze. Hier befindet sich der Name auf der Rückseite.
Die 500-Yen-Münze ist neben dem Schweizer 5-Franken-Stück die wertvollste im Umlauf befindliche Münze. Eine 500-Yen-Münze ist etwa 2,91 Euro, beziehungsweise 2,71 Schweizer Franken wert. Aufgrund ihres Wertes war die 500-Yen-Münze bei Münzfälschern beliebt. Der hohe Anteil an Fälschungen führte schließlich dazu, dass im Jahr 2000 eine neue Münze mit einer Reihe von Sicherheitsmerkmalen ausgegeben wurde. Trotzdem konnte dem Fälschen der 500-Yen-Münze bisher kein Einhalt geboten werden.
Zu zahlreichen Anlässen werden Gedenkmünzen geprägt. Häufig wird für diese Münzen Gold und Silber verwendet, der Nennwert der Münzen beträgt bis zu 100.000 Yen. Die ersten Gedenkmünzen wurden anlässlich der Olympischen Sommerspiele 1964 mit einem Nennwert von 100 und 1000 Yen ausgegebenen. Obwohl diese auch als Zahlungsmittel genutzt werden können, werden sie meist nur als Sammlerstücke betrachtet und befinden sich folglich nicht im Umlauf.
Im Gegensatz zu Münzen anderer Länder ist auf dem Yen nicht das Prägejahr nach dem gregorianischen Kalender abgebildet, sondern das Jahr der laufenden Kaiserherrschaft, eine im Jahr 2009 geprägte Münze hat z. B. das Datum Heisei 21, entsprechend dem 21. Jahr der Herrschaft von Kaiser Akihito.
Die Münzen sind für Sehbehinderte leicht zu unterscheiden. Am 1. November 2021 wurde eine neue 500-Yen-Münze als Bimetallmünze von der Bank of Japan (BoJ) herausgegeben. Die neuen Sicherheitsmerkmale der bimetallischen Münze sind die Zweifarbigkeit, der schräg geriffelter Rand mit zwei verschiedenen Steigungen und die vier Mikroaufschriften am Rand der Münzvorder- und -rückseite – Aufschrift „500 Yen“ in horizontaler und „Japan“ in vertikaler Achse. Die alten 500-Yen-Münze bleiben neben den neuen 500-Yen-Münzen aus 2021 weiterhin gültig.
| Nennwert | Vorderseite         | Rückseite         | Motiv                       | Material                                    | Gewicht | Durchmesser | Dicke  | Rand                                                            | Erstprägung |
| -------- | ------------------- | ----------------- | --------------------------- | ------------------------------------------- | ------- | ----------- | ------ | --------------------------------------------------------------- | ----------- |
| 1 ¥      | 1 Yen Vorderseite   | 1 Yen Rückseite   | Junger Baum                 | 100 % Al                                    | 1 g     | 20 mm       | 1,2 mm | glatt                                                           | 1955        |
| 5 ¥      | 5 Yen Vorderseite   | 5 Yen Rückseite   | Reisähre, Wasserrad, Wasser | 60–70 % Cu 30–40 % Zn                       | 3,75 g  | 22 mm       | 1,5 mm | glatt                                                           | 1949        |
| 10 ¥     | 10 Yen Vorderseite  | 10 Yen Rückseite  | Phönix-Halle des Byōdō-in   | 95 % Cu 3–4 % Zn 1–2 % Sn                   | 4,5 g   | 23,5 mm     | 1,5 mm | geriffelt                                                       | 1951        |
| 10 ¥     | 10 Yen Vorderseite  | 10 Yen Rückseite  | Phönix-Halle des Byōdō-in   | 95 % Cu 3–4 % Zn 1–2 % Sn                   | 4,5 g   | 23,5 mm     | 1,5 mm | glatt                                                           | 1959        |
| 50 ¥     | 50 Yen Vorderseite  | 50 Yen Rückseite  | Chrysanthemen               | 75 % Cu 25 % Ni                             | 4 g     | 21 mm       | 1,7 mm | geriffelt                                                       | 1967        |
| 100 ¥    | 100 Yen Vorderseite | 100 Yen Rückseite | Kirschblüten                | 75 % Cu 25 % Ni                             | 4,8 g   | 22,6 mm     | 1,7 mm | geriffelt                                                       | 1967        |
| 500 ¥    | 500 Yen Vorderseite | 500 Yen Rückseite | Paulownia                   | 72 % Cu 20 % Zn 8 % Ni                      | 7 g     | 26,5 mm     | 2,0 mm | Aufschrift „Nippon 500“ (bis 1999) / schräg geriffelt (ab 2000) | 1982        |
| 500 ¥    | 500 Yen Vorderseite | 500 Yen Rückseite | Paulownia                   | 75 % Cu 12,5 % Zn 12,5 % Ni (Bimetallmünze) | 7,1 g   | 26,5 mm     | 2,0 mm | schräg geriffelt, mit zwei verschiedenen Steigungen             | 2021        |

### Banknoten

#### Im Umlauf befindliche Banknoten
Die ersten Yen-Banknoten wurden 1872 von der Druckerei C. Naumann in Frankfurt am Main gedruckt. Bis zur Gründung der japanischen Zentralbank im Jahr 1882, welche bis heute die alleinige Berechtigung zur Herausgabe von Banknoten hat, wurden die Banknoten von insgesamt 153 nationalen Banken herausgegeben.
Die aktuelle Serie erschien am 3. Juli 2024.
| Nennwert | Vorderseite           | Rückseite           | Beschreibung |
| -------- | --------------------- | ------------------- | --- |
| 1000 ¥   | 1000 Yen Vorderseite  | 1000 Yen Rückseite  | Auf der Vorderseite des neuen 1000-Yen-Scheins wird Kitasato Shibasaburō (1853–1931) geehrt. Der Bakteriologe gilt als Vater der modernen medizinischen Wissenschaft in Japan. Ein besonderer Blickfang ist die Rückseite: Dort ist «Die große Welle vor Kanagawa» aus den «36 Ansichten des Berges Fuji» des Künstlers Katsushika Hokusai zu sehen.                                                 |
| 5000 ¥   | 5000 Yen Vorderseite  | 5000 Yen Rückseite  | Der 5000-Schein bleibt weiblich. Neu ziert das Porträt von Tsuda Umeko (1864–1929) die Vorderseite. Die in den USA ausgebildete Pädagogin setzte sich für die Bildung von Frauen ein. Sie war die Gründerin der Tsuda-Universität, einer der ältesten Frauenuniversitäten Japans. Für die Rückseite wurde die Abbildung einer Blauregenblüte (jp. fuji) gewählt, eine in Japan beliebte Zierpflanze. |
| 10.000 ¥ | 10000 Yen Vorderseite | 10000 Yen Rückseite | Auf der 10’000-Yen-Note wird Yukichi Fukuzawa durch Shibusawa Eiichi (1840–1931) ersetzt, der als Unternehmer und Bankgründer maßgeblich am Aufbau des modernen japanischen Wirtschaftssystems beteiligt war. Auf der Rückseite der wertvollsten Banknote ist künftig die historische Fassade des Hauptgebäudes des Bahnhofs Tokio zu sehen.                                                         |

Die alte E-Serie, erschienen am 1. November 2004, besteht aus 1000 Yen, 2000 Yen, 5000 Yen und 10.000 Yen. Die 2000-Yen-Banknote ist selten. Auch wenn es sich dabei um eine alte Serie handelt, sind die Noten weiterhin gültig.
| Nennwert | Vorderseite           | Rückseite          | Porträt/Motiv    | Porträt/Motiv               | Format         |
| Nennwert | Vorderseite           | Rückseite          | Vorderseite      | Rückseite                   | Format         |
| -------- | --------------------- | ------------------ | ---------------- | --------------------------- | -------------- |
| 1000 ¥   | 1000 Yen Vorderseite  | 1000 Yen Rückseite | Noguchi Hideyo   | Fuji und Kirschblüten       | 76 mm × 150 mm |
| 2000 ¥   | 2000 Yen Vorderseite  | 2000 Yen Rückseite | Shurei-mon       | Genji Monogatari            | 76 mm × 154 mm |
| 5000 ¥   | 5000 Yen Vorderseite  | 5000 Yen Rückseite | Higuchi Ichiyō   | Ogata Kōrins Kakitsubata-zu | 76 mm × 156 mm |
| 10.000 ¥ | 10000 Yen Vorderseite | 10000 Yen          | Fukuzawa Yukichi | Phönix des Byōdō-in         | 76 mm × 160 mm |

#### Außer Kurs gesetzte Banknoten
Zwei Jahre nach der Einführung der Währung begann im Jahre 1872 die erste Ausgabe Yen-Banknoten. Im Laufe ihrer Geschichte existierten Nennwerte zwischen 10 und 10.000 Yen.
Vor und während des Zweiten Weltkrieges gab es verschiedene Institutionen, welche die Yen-Banknoten herausgaben, z. B. das Finanzministerium und die Kaiserliche Nationalbank. Kurz nach dem Krieg gaben dann auch die Alliierten einige Banknoten heraus. Seitdem hält die Bank of Japan das Banknotenmonopol. Seit dem Zweiten Weltkrieg veröffentlichte die „Bank of Japan“ fünf Notenserien.
| Nennwert           | Vorderseite           | Rückseite           | Motiv              | Format         | Erstausgabe                                |
| ------------------ | --------------------- | ------------------- | ------------------ | -------------- | ------------------------------------------ |
| 1 ¥                | 1 Yen Vorderseite     | 1 Yen Rückseite     | Ninomiya Sontoku   | 68 mm × 124 mm | März 1946                                  |
| 5 ¥                | 5 Yen Vorderseite     | 5 Yen Rückseite     | Guilloche          | 68 mm × 132 mm | März 1946                                  |
| 10 ¥               | 10 Yen Vorderseite    | 10 Yen Rückseite    | Parlamentsgebäude  | 76 mm × 140 mm | Februar 1946                               |
| 50 ¥               | 50 Yen Vorderseite    |                     | Takahashi Korekiyo | 68 mm × 144 mm | Dezember 1951                              |
| 100 ¥              | 100 Yen Vorderseite   | 100 Yen Rückseite   | Itagaki Taisuke    | 76 mm × 148 mm | Dezember 1953                              |
| 500 ¥              | 500 Yen Vorderseite   |                     | Iwakura Tomomi     | 72 mm × 153 mm | November 1969                              |
| 1000 ¥ (Serie D)   | 1000 Yen Vorderseite  | 1000 Yen Rückseite  | Natsume Sōseki     | 76 mm × 150 mm | 1. November 1984                           |
| 2000 ¥ (Serie D)   | 2000 Yen Vorderseite  | 2000 Yen Rückseite  | Shurei-mon         | 76 mm × 154 mm | 19. Juli 2000                              |
| 5000 ¥ (Serie D)   | 5000 Yen Vorderseite  | 5000 Yen Rückseite  | Nitobe Inazō       | 76 mm × 155 mm | 1. November 1984                           |
| 10.000 ¥ (Serie D) | 10000 Yen Vorderseite | 10000 Yen Rückseite | Fukuzawa Yukichi   | 76 mm × 160 mm | 1. Dezember 1993 (für braune Seriennummer) |
| 10.000 ¥ (Serie C) | 10000 Yen Vorderseite | 10000 Yen Rückseite | Shōtoku Taishi     | 84 mm × 174 mm | Dezember 1958                              |

Anmerkung: Die rote Aufschrift みほん (in Hiragana) oder 見本 (in Kanji), beides mihon, steht für „Muster“.

#### Besatzungsnoten

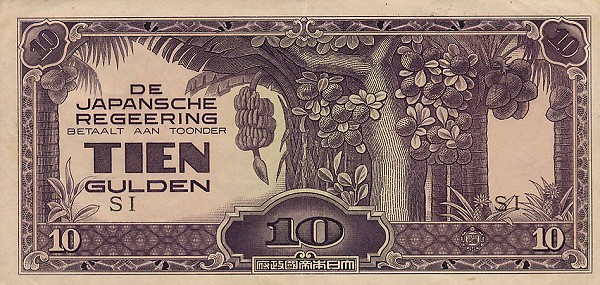
Besatzungsnote zu 10 Gulden für Niederländisch-Indien

Während des Zweiten Weltkrieges wurden von der japanischen Regierung so genannte Besatzungsnoten ausgegeben. Erstmals erschienen diese im Jahre 1942. In vielen Staaten Südost-Asiens wurden diese Besatzungsnoten verwendet. Diese standen seinerzeit unter den Gesetzen der japanischen Regierung; in der heutigen Zeit sind diese Banknoten nicht mehr gültig.
Solche Banknoten existieren aus folgenden Ländern:
- Niederländisch-Indien (Werte zu ½, 1, 5, 10, 100 und 1000 Roepiah, ½, 1, 5 und 10 Gulden, sowie 1, 5 und 10 Cent)
- Malaysia (Werte zu 1, 5, 10, 100 und 1000 Dollar, sowie 1, 5, 10 und 50 Cent)
- Philippinen (Werte zu 1, 5, 10, 100, 500 und 1000 Peso sowie 1, 5, 10 und 50 Centavo)
- Burma (Werte zu ¼, ½, 1, 5, 10 und 100 Rupee, sowie 1, 5 und 10 Cent)
- Ozeanien (Werte zu 1 Pound)

Zum Teil gibt es von den homogenen Werten unterschiedliche Ausführungen, was vor allem auf die regionalen Unterschiede innerhalb der Staaten zurückzuführen ist.

#### Militärgeld
Ab dem Russisch-Japanischen Krieg (1904/05) verausgabte die japanische Regierung Militärgeld zur Verwendung durch Soldaten in den Kriegs- und Besatzungsgebieten. In Manchuko 1931/45, in China 1937/45 sowie im Pazifik-Krieg 1941/45 war dieses Militärgeld parallel zum kursierenden Zivilgeld gültig, im japanisch besetzten Hong Kong war es sogar die ausschließlich gültige Währung. Am 6. September 1945 wurde sämtliches Militärgeld vom Japanischen Finanzministerium für ungültig erklärt.

#### Fälschungen
Während sich die Yen-Münzen im Laufe der Zeit kaum veränderten, wurden die älteren Banknotenserien immer wieder durch neue ersetzt. Das kommt vor allem daher, dass die Yen-Noten damals relativ leicht zu fälschen waren und es dadurch immer wieder zu Chaos und Unruhen auf dem Kapitalmarkt kam. Die Optimierungen in der Fälschungssicherheit neuer Banknoten waren in der Vergangenheit oft nur unwesentlich. Dies hatte zur Folge, dass die seinerzeit aktuellen Banknotenserien bereits nach wenigen Jahren wieder durch neue ersetzt werden mussten. Zuletzt wurde 2004 die neue E-Serie von Yen-Banknoten in Umlauf gebracht, die Experten für weitgehend fälschungssicher halten. Trotz allem gibt es in Japan nach wie vor die meisten gefälschten Banknoten weltweit.
Mit der Einführung der E-Serie und damit der neuen Banknoten und Sicherheitsmerkmale ist die Fälschungsquote stark zurückgegangen.

#### Sicherheitsmerkmale der Banknoten
Nach einem Bericht vom 23. August 2004 der japanischen Zentralbank wurden die gegenwärtig gültigen Banknoten am 1. November 2004 herausgegeben. Die eingeführte E-Serie verfügt über spezielle Sicherheitsmerkmale, die anhand der folgenden Tabelle erläutert werden.
| 1000 Yen Übersicht Sicherheitsmerkmale Vorderseite | 1000 Yen Übersicht Sicherheitsmerkmale Rückseite |
| Übersicht der Sicherheitsmerkmale 1000 Yen         |                                                  |

| Pos. | Bild                                    | Sicherheitsmerkmal             | Beschreibung |
| ---- | --------------------------------------- | ------------------------------ | --- |
| 1    | 1000 Yen Latentes-Perlmuttfarbenes Bild | Latentes perlmuttfarbenes Bild | Dies ist ein einzigartiges Sicherheitsmerkmal für die neue 1000-Yen-Note. Wird die Banknote gekippt, werden die japanischen Zeichen für die „1000 Yen“ mit Perlmutt-Tinte und die Zahl „1000“ als latentes Bild sichtbar. |
| 2    | 1000 Yen Wasserzeichen-Balken-Muster    | Wasserzeichen-Balken-Muster    | Wird die Banknote gegen das Licht gehalten, so wird ein vertikaler Wasserzeichenbalken ersichtlich (wobei bei auf der 5000-Yen-Note zwei Balken und auf der 10.000-Yen-Note drei Balken sichtbar werden). Dieses Sicherheitsmerkmal ist im Vergleich zu den traditionellen Wasserzeichen noch schwerer mit einem PC oder einem Farbkopierer zu reproduzieren.                    |
| 3    | 1000 Yen Latentes Bild                  | Latentes Bild                  | Wenn die Banknote aus einem bestimmten Winkel betrachtet wird, erscheint das Wort „Nippon“ in der rechten oberen Ecke der Rückseite. |
| 4    | 1000 Yen Perlmuttfarbene Tinte          | Perlmuttfarbene Tinte          | Wenn man aus verschiedenen Blickwinkeln auf die Yen-Note schaut, erscheint in den leeren Flächen des linken und rechten Randes der Vorderseite der Banknote ein semi-transparentes Muster mit rosa Perlmutt Tinte. |
| 5    | 1000 Yen Mikroschrift                   | Mikroschrift                   | Seit dem 1. Dezember 1993 hat die 1000-Yen-Note (mit brauner oder dunkelgrüner Seriennummern) die Worte „NIPPON GINKO“ in Mikro-Buchstaben aufgedruckt. Einige der Mikro-Buchstaben sind aus noch kleineren Buchstaben auf der aktuellen Note, als sie es auf der alten Banknote waren. Überdies sind Kleinstbuchstaben in verschiedenen Größen im Hintergrund-Design enthalten. |
| 6    | 1000 Yen Leuchtende Tinte               | Leuchtende Tinte               | Auf den Yen-Noten, die seit dem 1. Dezember 1993 ausgestellt wurden (mit brauner oder dunkelgrüner Seriennummern), ist ein Gouverneur-Siegel auf der Vorderseite, das unter UV-Licht orange leuchtet. Auch einige Teile des Hintergrundmusters fluoreszieren gelblich-grün. |
| 7    | 1000 Yen Tiefdruckverfahren             | Tiefdruckverfahren             | Für einige Sicherheitsmerkmale auf den neuen Banknoten wurde der Reliefdruck verwendet. Die Tinte auf den neuen Noten ist höher als die Tinte auf der alten Yen-Note. |
| 8    | 1000 Yen Tastmarken                     | Tast-Marken (Tiefdruck)        | Zur Unterstützung der visuellen Merkmale bei der Aufdeckung einer echten Banknote gibt es einen Anerkennungssymbol mit einer rauen Beschaffenheit und Tiefdruck an Stelle von den Wasserzeichensymbolen, die für die gegenwärtigen Noten verwendet werden. |

| 5000 Yen Übersicht Sicherheitsmerkmale Vorderseite | 5000 Yen Übersicht Sicherheitsmerkmale Rückseite |
| Übersicht der Sicherheitsmerkmale 5000 Yen         |                                                  |

| Pos. | Bild                                 | Sicherheitsmerkmal          | Beschreibung |
| ---- | ------------------------------------ | --------------------------- | --- |
| 1    | 5000 Yen Hologram                    | Hologramm                   | Wenn man die Banknote kippt, ändert sich die Farbe und das Muster des Designs. |
| 2    | 5000 Yen Wasserzeichen-Balken-Muster | Wasserzeichen-Balken-Muster | Wird die Banknote gegen das Licht gehalten, so wird ein vertikaler Wasserzeichenbalken ersichtlich (wobei bei auf der 5000-Yen-Note zwei Balken und auf der 10.000-Yen-Note drei Balken sichtbar werden). Dieses Sicherheitsmerkmal ist im Vergleich zu den traditionellen Wasserzeichen noch schwerer mit einem PC oder einem Farbkopierer zu reproduzieren.                    |
| 3    | 5000 Yen Latentes Bild               | Latentes Bild               | Wenn die Banknote aus einem bestimmten Winkel betrachtet wird, erscheint das Wort „Nippon“ in der rechten oberen Ecke der Rückseite. |
| 4    | 5000 Yen Perlmuttfarbene Tinte       | Perlmuttfarbene Tinte       | Wenn man aus verschiedenen Blickwinkeln auf die Yen-Note schaut, erscheint in den leeren Flächen des linken und rechten Randes der Vorderseite der Banknote ein semitransparentes Muster mit rosa Perlmutt-Tinte. |
| 5    | 5000 Yen Mikroschrift                | Mikroschrift                | Seit dem 1. Dezember 1993 hat die 1000-Yen-Note (mit brauner oder dunkelgrüner Seriennummern) die Worte „NIPPON GINKO“ in Mikro-Buchstaben aufgedruckt. Einige der Mikro-Buchstaben sind aus noch kleineren Buchstaben auf der aktuellen Note, als sie es auf der alten Banknote waren. Überdies sind Kleinstbuchstaben in verschiedenen Größen im Hintergrund Design enthalten. |
| 6    | 5000 Yen Leuchtende Tinte            | Leuchtende Tinte            | Auf den Yen-Noten, die seit dem 1. Dezember 1993 ausgestellt wurden (mit brauner oder dunkelgrüner Seriennummern), ist ein Gouverneur-Siegel auf der Vorderseite, das unter UV-Licht orange leuchtet. Auch einige Teile des Hintergrundmusters fluoreszieren gelblich-grün. |
| 7    | 5000 Yen Tiefdruckverfahren          | Tiefdruckverfahren          | Für einige Sicherheitsmerkmale auf den neuen Banknoten wurde der Reliefdruck verwendet. Die Tinte auf den neuen Noten ist höher als die Tinte auf der alten Yen-Note. |

| 10.000 Yen Übersicht Sicherheitsmerkmale Vorderseite | 10.000 Yen Übersicht Sicherheitsmerkmale Rückseite |
| Übersicht der Sicherheitsmerkmale 10.000 Yen         |                                                    |

| Pos. | Bild                                   | Sicherheitsmerkmal          | Beschreibung |
| ---- | -------------------------------------- | --------------------------- | --- |
| 1    | 10.000 Yen Hologram Bild               | Hologramm                   | Wenn man die Banknote kippt, ändert sich die Farbe und das Muster des Designs. |
| 2    | 10.000 Yen Wasserzeichen-Balken-Muster | Wasserzeichen-Balken-Muster | Wird die Banknote gegen das Licht gehalten, so wird ein vertikaler Wasserzeichenbalken ersichtlich (wobei bei auf der 5000-Yen-Note zwei Balken und auf der 10.000-Yen-Note drei Balken sichtbar werden). Dieses Sicherheitsmerkmal ist im Vergleich zu den traditionellen Wasserzeichen noch schwerer mit einem PC oder einem Farbkopierer zu reproduzieren.                    |
| 3    | 10.000 Yen Latentes Bild               | Latentes Bild               | Wenn die Banknote aus einem bestimmten Winkel betrachtet wird, erscheint das Wort „Nippon“ in der rechten oberen Ecke der Rückseite. |
| 4    | 10.000 Yen Perlmuttfarbene Tinte       | Perlmuttfarbene Tinte       | Wenn man aus verschiedenen Blickwinkeln auf die Yen-Note schaut, erscheint in den leeren Flächen des linken und rechten Randes der Vorderseite der Banknote ein semitransparentes Muster mit rosa Perlmutt-Tinte. |
| 5    | 10.000 Yen Mikroschrift                | Mikroschrift                | Seit dem 1. Dezember 1993 hat die 1000-Yen-Note (mit brauner oder dunkelgrüner Seriennummern) die Worte „NIPPON GINKO“ in Mikro-Buchstaben aufgedruckt. Einige der Mikro-Buchstaben sind aus noch kleineren Buchstaben auf der aktuellen Note, als sie es auf der alten Banknote waren. Überdies sind Kleinstbuchstaben in verschiedenen Größen im Hintergrund Design enthalten. |
| 6    | 10.000 Yen Leuchtende Tinte            | Leuchtende Tinte            | Auf den Yen-Noten, die seit dem 1. Dezember 1993 ausgestellt wurden (mit brauner oder dunkelgrüner Seriennummern), ist ein Gouverneur-Siegel auf der Vorderseite, das unter UV-Licht orange leuchtet. Auch einige Teile des Hintergrundmusters fluoreszieren gelblich-grün. |
| 7    | 10.000 Yen Tiefdruckverfahren          | Tiefdruckverfahren          | Für einige Sicherheitsmerkmale auf den neuen Banknoten wurde der Reliefdruck verwendet. Die Tinte auf den neuen Noten ist höher als die Tinte auf der alten Yen-Note. |
| 8    | 10.000 Yen Tastmarken                  | Tast-Marken (Tiefdruck)     | Zur Unterstützung der visuellen Merkmale bei der Aufdeckung einer echten Banknote, gibt es ein Anerkennungssymbol mit einer rauen Beschaffenheit und Tiefdruck an Stelle von den Wasserzeichensymbolen, die für die gegenwärtigen Noten verwendet werden. |

Durch den Einsatz neuer Verfahren zum Erstellen der Sicherheitsmerkmale wurde es erstmals möglich, dass sehbeeinträchtigte Menschen Banknoten durch Tasten unterscheiden können. Bis zu diesem Zeitpunkt war das Unterscheiden von Werten nur bei Münzen möglich.

#### Kriterien für den Austausch von beschädigten Banknoten
Die Bank ersetzt beschädigte Banknoten durch neue Banknoten. Dies wird nach den Kriterien des Beschädigungsgrades unterteilt. Hierbei wird vorausgesetzt, dass die beiden Seiten der Banknote erhalten bleiben. Der Besitzer kann die beschädigte Banknote zu dem Hauptsitz der Bank oder einer Zweigstelle bringen. Bei angebrannten Banknoten gelten zum Umtauschen die gleichen Kriterien, vorausgesetzt, dass die verbleibende Asche nachweislich zu einer Banknote gehört.
Bleiben bei einer beschädigten Banknote zwei Drittel oder mehr des ursprünglichen Scheines übrig, so wird diese zum vollen Nennwert ausgetauscht. Eine beschädigte Banknote, bei welcher zwei Fünftel oder mehr des ursprünglichen Scheines erhalten bleiben, jedoch weniger als zwei Drittel der Urschrift, so wird diese nur noch zum halben Nennwert ersetzt. Eine beschädigte Banknote, die weniger als zwei Fünftel des ursprünglichen Scheines aufweist, ist vollkommen wertlos und wird nicht ersetzt.

## Außenwert des Yen

Dollarkurs in Yen seit 1950

Wechselkurs der D-Mark zum Yen zwischen 1970 und 1999

Wechselkurs des Euro zum Yen seit 1999

| Jahr | 1 $       |
| ---- | --------- |
| 1969 | 360,000 ¥ |
| 1970 | 360,000 ¥ |
| 1971 | 350,678 ¥ |
| 1972 | 303,172 ¥ |
| 1973 | 271,702 ¥ |
| 1974 | 292,082 ¥ |
| 1975 | 296,787 ¥ |
| 1976 | 296,552 ¥ |
| 1977 | 268,510 ¥ |
| 1978 | 210,442 ¥ |

| Jahr | 1 $       |
| ---- | --------- |
| 1979 | 219,140 ¥ |
| 1980 | 226,741 ¥ |
| 1981 | 134,707 ¥ |
| 1982 | 249,077 ¥ |
| 1983 | 237,512 ¥ |
| 1984 | 237,522 ¥ |
| 1985 | 238,536 ¥ |
| 1986 | 168,520 ¥ |
| 1987 | 144,638 ¥ |
| 1988 | 128,152 ¥ |

| Jahr | 1 $       |
| ---- | --------- |
| 1989 | 137,964 ¥ |
| 1990 | 144,792 ¥ |
| 1991 | 134,707 ¥ |
| 1992 | 126,651 ¥ |
| 1993 | 111,198 ¥ |
| 1994 | 102,208 ¥ |
| 1995 | 94,0596 ¥ |
| 1996 | 108,779 ¥ |
| 1997 | 120,991 ¥ |
| 1998 | 130,905 ¥ |

| Jahr | 1 $       |
| ---- | --------- |
| 1999 | 113,907 ¥ |
| 2000 | 107,765 ¥ |
| 2001 | 121,529 ¥ |
| 2002 | 125,388 ¥ |
| 2003 | 115,933 ¥ |
| 2004 | 108,193 ¥ |
| 2005 | 110,218 ¥ |
| 2006 | 116,299 ¥ |
| 2007 | 117,754 ¥ |
| 2008 | 103,590 ¥ |

| Jahr | 1 $       |
| ---- | --------- |
| 2009 | 97,361 ¥  |
| 2010 | 91,342 ¥  |
| 2011 | 82,931 ¥  |
| 2012 | 83,008 ¥  |
| 2013 | 101,517 ¥ |
| 2014 | 110,101 ¥ |
| 2015 | 121,056 ¥ |
| 2016 | 108,804 ¥ |
| 2017 | 112,149 ¥ |
| 2018 | 110,424 ¥ |

| Jahr | 1 $       |
| ---- | --------- |
| 2019 | 109,008 ¥ |
| 2020 | 106,725 ¥ |
| 2021 | 109,817 ¥ |
| 2022 | 131,454 ¥ |
| 2023 | 140,511 ¥ |
| 2024 | 151,353 ¥ |
| 2025 | 151,282 ¥ |
| 2026 |           |
| 2027 |           |
| 2028 |           |

| Jahr | 1 DM       |
| ---- | ---------- |
| 1969 | 97,0403 ¥  |
| 1970 | 98,2029 ¥  |
| 1971 | 100,0400 ¥ |
| 1972 | 94,9307 ¥  |
| 1973 | 102,0929 ¥ |
| 1974 | 112,5113 ¥ |
| 1975 | 120,4674 ¥ |
| 1976 | 117,6471 ¥ |
| 1977 | 115,3270 ¥ |
| 1978 | 103,8853 ¥ |

| Jahr | 1 DM       |
| ---- | ---------- |
| 1979 | 118,7085 ¥ |
| 1980 | 124,0079 ¥ |
| 1981 | 97,5134 ¥  |
| 1982 | 102,3961 ¥ |
| 1983 | 92,9023 ¥  |
| 1984 | 83,5143 ¥  |
| 1985 | 81,0504 ¥  |
| 1986 | 77,4293 ¥  |
| 1987 | 80,4117 ¥  |
| 1988 | 72,9554 ¥  |

| Jahr | 1 DM      |
| ---- | --------- |
| 1989 | 73,2172 ¥ |
| 1990 | 89,4214 ¥ |
| 1991 | 80,9979 ¥ |
| 1992 | 81,2150 ¥ |
| 1993 | 66,9120 ¥ |
| 1994 | 63,0120 ¥ |
| 1995 | 65,3894 ¥ |
| 1996 | 72,2648 ¥ |
| 1997 | 69,5507 ¥ |
| 1998 | 74,1620 ¥ |

| Jahr | 1 DM       |
| ---- | ---------- |
| 1969 | 97,0403 ¥  |
| 1970 | 98,2029 ¥  |
| 1971 | 100,0400 ¥ |
| 1972 | 94,9307 ¥  |
| 1973 | 102,0929 ¥ |
| 1974 | 112,5113 ¥ |
| 1975 | 120,4674 ¥ |
| 1976 | 117,6471 ¥ |
| 1977 | 115,3270 ¥ |
| 1978 | 103,8853 ¥ |

| Jahr | 1 DM       |
| ---- | ---------- |
| 1979 | 118,7085 ¥ |
| 1980 | 124,0079 ¥ |
| 1981 | 97,5134 ¥  |
| 1982 | 102,3961 ¥ |
| 1983 | 92,9023 ¥  |
| 1984 | 83,5143 ¥  |
| 1985 | 81,0504 ¥  |
| 1986 | 77,4293 ¥  |
| 1987 | 80,4117 ¥  |
| 1988 | 72,9554 ¥  |

| Jahr | 1 DM      |
| ---- | --------- |
| 1989 | 73,2172 ¥ |
| 1990 | 89,4214 ¥ |
| 1991 | 80,9979 ¥ |
| 1992 | 81,2150 ¥ |
| 1993 | 66,9120 ¥ |
| 1994 | 63,0120 ¥ |
| 1995 | 65,3894 ¥ |
| 1996 | 72,2648 ¥ |
| 1997 | 69,5507 ¥ |
| 1998 | 74,1620 ¥ |

| Jahr | 1 EUR    |
| ---- | -------- |
| 1999 | 121,32 ¥ |
| 2000 | 99,47 ¥  |
| 2001 | 108,68 ¥ |
| 2002 | 118,06 ¥ |
| 2003 | 130,97 ¥ |
| 2004 | 134,44 ¥ |
| 2005 | 136,85 ¥ |
| 2006 | 146,02 ¥ |
| 2007 | 161,25 ¥ |
| 2008 | 152,45 ¥ |

| Jahr | 1 EUR    |
| ---- | -------- |
| 2009 | 130,34 ¥ |
| 2010 | 116,24 ¥ |
| 2011 | 110,96 ¥ |
| 2012 | 102,49 ¥ |
| 2013 | 129,66 ¥ |
| 2014 | 140,31 ¥ |
| 2015 | 134,31 ¥ |
| 2016 | 120,20 ¥ |
| 2017 | 126,71 ¥ |
| 2018 | 130,40 ¥ |

| Jahr | 1 EUR    |
| ---- | -------- |
| 2019 | 122,01 ¥ |
| 2020 | 121,85 ¥ |
| 2021 | 129,88 ¥ |
| 2022 | 138,03 ¥ |
| 2023 | 152,06 ¥ |
| 2024 | 163,81 ¥ |
| 2025 | 160,73 ¥ |
| 2026 |          |
| 2027 |          |
| 2028 |          |

| Jahr | 1 EUR    |
| ---- | -------- |
| 1999 | 121,32 ¥ |
| 2000 | 99,47 ¥  |
| 2001 | 108,68 ¥ |
| 2002 | 118,06 ¥ |
| 2003 | 130,97 ¥ |
| 2004 | 134,44 ¥ |
| 2005 | 136,85 ¥ |
| 2006 | 146,02 ¥ |
| 2007 | 161,25 ¥ |
| 2008 | 152,45 ¥ |

| Jahr | 1 EUR    |
| ---- | -------- |
| 2009 | 130,34 ¥ |
| 2010 | 116,24 ¥ |
| 2011 | 110,96 ¥ |
| 2012 | 102,49 ¥ |
| 2013 | 129,66 ¥ |
| 2014 | 140,31 ¥ |
| 2015 | 134,31 ¥ |
| 2016 | 120,20 ¥ |
| 2017 | 126,71 ¥ |
| 2018 | 130,40 ¥ |

| Jahr | 1 EUR    |
| ---- | -------- |
| 2019 | 122,01 ¥ |
| 2020 | 121,85 ¥ |
| 2021 | 129,88 ¥ |
| 2022 | 138,03 ¥ |
| 2023 | 152,06 ¥ |
| 2024 | 163,81 ¥ |
| 2025 | 160,73 ¥ |
| 2026 |          |
| 2027 |          |
| 2028 |          |

## Der Yen als Reservewährung
| | 1970 | 1980 | 1990 | 2000 | 2001 | 2002 | 2003 | 2004 | 2005 | 2006 | 2007 | 2008 | 2009 | 2010 | 2011 | 2012 | 2013 | 2014 | 2015 | 2016  | 2017  | 2018  | 2019  | 2020  | 2021  | 2022  | 2023  | 2024  |
| --- | ---- | ---- | ---- | ---- | ---- | ---- | ---- | ---- | ---- | ---- | ---- | ---- | ---- | ---- | ---- | ---- | ---- | ---- | ---- | ----- | ----- | ----- | ----- | ----- | ----- | ----- | ----- | ----- |
| USD | 77,2 | 67,2 | 62,8 | 70,5 | 70,7 | 66,5 | 65,8 | 65,9 | 66,4 | 65,5 | 64,1 | 64,1 | 62,1 | 61,8 | 62,2 | 61,2 | 61,0 | 63,3 | 64,1 | 65,36 | 62,73 | 61,76 | 60,75 | 58,92 | 59,15 | 58,36 | 58,44 | 53,63 |
| EUR | –    | –    | –    | –    | 17,9 | 24,2 | 25,3 | 24,9 | 24,3 | 25,1 | 26,3 | 26,4 | 27,6 | 26,0 | 25,0 | 24,2 | 24,4 | 21,9 | 19,7 | 19,14 | 20,17 | 20,67 | 20,59 | 21,29 | 20,48 | 20,47 | 19,94 | 18,39 |
| DEM | 1,9  | 14,8 | 19,8 | –    | –    | –    | –    | –    | –    | –    | –    | –    | –    | –    | –    | –    | –    | –    | –    | –     | –     | –     | –     | –     | –     | –     | –     | –     |
| JPY | –    | 0,1  | 4,6  | 9,4  | 5,2  | 4,5  | 4,1  | 3,9  | 3,7  | 3,1  | 2,9  | 3,1  | 2,9  | 3,7  | 3,5  | 4,0  | 3,8  | 3,9  | 4,0  | 3,95  | 4,90  | 5,19  | 5,87  | 6,03  | 5,83  | 5,51  | 5,69  | 5,40  |
| GBP | 10,4 | 2,9  | 2,4  | 2,8  | 2,7  | 2,9  | 2,6  | 3,3  | 3,6  | 4,4  | 4,7  | 4,0  | 4,3  | 3,9  | 3,8  | 4,0  | 4,0  | 3,8  | 4,9  | 4,35  | 4,54  | 4,43  | 4,64  | 4,73  | 4,81  | 4,95  | 4,86  | 4,39  |
| FRF | 1,1  | 1,7  | 2,7  | –    | –    | –    | –    | –    | –    | –    | –    | –    | –    | –    | –    | –    | –    | –    | –    | –     | –     | –     | –     | –     | –     | –     | –     | –     |
| CNY | –    | –    | –    | –    | –    | –    | –    | –    | –    | –    | –    | –    | –    | –    | –    | –    | –    | –    | –    | 1,08  | 1,23  | 1,89  | 1,94  | 2,29  | 2,66  | 2,69  | 2,29  | 2,02  |
| CAD | –    | –    | –    | –    | –    | –    | –    | –    | –    | –    | –    | –    | –    | –    | –    | –    | –    | –    | –    | 1,94  | 2,03  | 1,84  | 1,86  | 2,08  | 2,19  | 2,38  | 2,59  | 2,57  |
| AUD | –    | –    | –    | –    | –    | –    | –    | –    | –    | –    | –    | –    | –    | –    | –    | –    | –    | –    | –    | 1,69  | 1,80  | 1,63  | 1,70  | 1,83  | 1,81  | 1,96  | 2,14  | 1,91  |
| CHF | 0,7  | 3,2  | 0,8  | 0,3  | 0,3  | 0,4  | 0,2  | 0,2  | 0,1  | 0,2  | 0,2  | 0,1  | 0,1  | 0,1  | 0,1  | 0,3  | 0,3  | 0,3  | 0,3  | 0,16  | 0,18  | 0,14  | 0,15  | 0,17  | 0,17  | 0,23  | 0,20  | 0,84  |
| andere | 8,7  | 5,9  | 4,9  | 1,4  | 1,2  | 1,4  | 1,9  | 1,8  | 1,9  | 1,8  | 1,8  | 2,2  | 3,1  | 4,4  | 5,3  | 5,8  | 6,5  | 6,8  | 6,7  | 2,33  | 2,43  | 2,45  | 2,51  | 2,65  | 2,91  | 3,45  | 3,85  | 7,22  |
| Quellen: 1970–1984: BIZ: The evolution of reserve currency diversification, December 1986, S. 7, Tab. 1 (englisch) 1995–2015: IWF: Currency Composition of Official Foreign Exchange Reserves 1999–2005 (nur absolute Zahlen): EZB: The Accumulation of Foreign Reserves, Occasional Paper Series, Nr. 43 2016–2023: IWF: World Currency Composition of Official Foreign Exchange Reserves 2024: IWF: Global Foreign Exchange Reserves Trends (nur absolute Zahlen) |      |      |      |      |      |      |      |      |      |      |      |      |      |      |      |      |      |      |      |       |       |       |       |       |       |       |       |       |

Die Nutzung als Reservewährung ist ein weiterer gewichtiger Punkt, bei dem man den Umfang der Internationalisierung einer Währung quantifizieren kann. Eine Währung, die auf Grund ihrer Austauschbarkeit und ihrer Stärke international verwendet werden kann, wird von den ausländischen Zentralbanken als eine Weltgeld-Reserve gehandelt. Die Reserven einer Währung dienen der weltweiten Liquidität (Zahlungsfähigkeit) eines Landes. Solche Währungsreserven basieren immer auf dem Zusammenschluss von Währungen verschiedener Länder. Diesen Status einer Währungsreserve erarbeitete sich der Yen in den 1980er Jahren. Nachdem der Yen in den 1960er Jahren noch völlig bedeutungslos war, entwickelte er sich in kürzester Zeit zur weltweit drittwichtigsten Reservewährung. Wenn man allerdings den Vergleich zu dem US-Dollar zieht, ist es dennoch quantitativ betrachtet keine große Summe. Während der Dollar in der Zeit von 1990 noch fast zwei Drittel aller Währungsreserven bei den internationalen Banken ausmachte, entfielen seinerzeit gerade mal 6 bis 8 % auf den Yen und 12 bis 14 % auf die D-Mark. Der Nutzungsumfang einer durch das Ausland genutzten Währung als Reservemittel hängt in gewisser Weise auch von dem währungspolitischen Willen sowie der Währungspolitik des betreffenden Landes ab. Hierbei wäre zu sagen, dass die Japaner in ihrem Handeln grundsätzlich sehr vorsichtig und zurückhaltend agieren.

## Die Inflationsrate des Yen im direkten Vergleich zum US-Dollar

Vergleich der Inflationsraten von Yen und US-Dollar

Nach einer sehr hohen Preissteigerungsrate Mitte der 1970er Jahre verfolgte Japan eine strenge Anti-Inflationspolitik und drängte somit die Inflationsrate Japans unter die Teuerungsrate der Vereinigten Staaten zurück. In den USA lag die Inflationsrate zwischen 1979 und 1993 bei 4,7 % pro Jahr. Die japanische Teuerungsrate lag in diesem Zeitraum mit durchschnittlich 2,3 % pro Jahr deutlich darunter.

## Währungssymbole
- ¥: (Unicode: U+00A5) internationales Symbol Yen
- 円: (Unicode: U+5186) japanisches Symbol für Yen, wird in Japan en ausgesprochen
- 圓: (Unicode: U+5713) älteres Symbol für en (Yen), das beispielsweise dem heutigen südkoreanischen Won, dem nordkoreanischen Won oder dem Taiwan-Dollar entspricht. Historisch findet man noch weitere Währungen, die das gleiche Schriftzeichen als Währungssymbol zur Verwendung hatten. In Japan wird es heute nur noch verwendet, wenn besondere Tradition und Genauigkeit vermittelt werden sollen, z. B. auf Bankdokumenten und Scheckformularen.
- 銭: (Unicode: U+92AD) Sen
- 厘: (Unicode: U+5398) Rin